# Synklinale von Thalheim
Die Synklinale von Thalheim ist eine geologische Muldenstruktur (Synklinale) im Hauptrogenstein des Schweizer Jura, die im Übergang vom Faltenjura zum Tafeljura von der Aare angeschnitten wird. Sie ist die mittlere von drei Falten- und Überschiebungsstrukturen im Bereich des Aare-Durchbruchs. An der Gislifluh im Süden der Synklinale von Thalheim wird die Synklinale von einer Überschiebung abgeschnitten. Die ebenfalls aus Hauptrogenstein bestehende Gesteinsplatte der Gislifluh taucht mit 20° Gefälle unter die Mittelländische Molasse ein. 
Die Synklinale von Thalheim ist eine Station des Geowegs Schinznach-Bad, eines geologischen Lehrpfades im Aargau.